# 30 روكفلر بلازا
30 روكفلر بلازا (بالإنجليزية: 30 Rockefeller Plaza)‏ هي ناطحة سحاب أمريكية المقامة بنظام أرت ديكو الذي يشكل حجر الزاوية في مركز روكفلر في مانهاتن، مدينة نيويورك. الذي كان يسمى سابقا مبنى RCA 1933-1988، وبعد مبنى GE 1988-2015، أعيد تسميته، بناء كومكاست من 1 يوليو 2015، بعد نقل ملكية لمالك الشركة الجديدة كومكاست. غالبا ما يتم اختصارها اسمها إلى 30 روك. المبنى الأكثر شهرة لتأوي مقر شبكة تلفزيون ان بي سي. في (260 متر) ارتفاع، وبناء 70 طابقا هو ال14 الأطول في مدينة نيويورك و39 الأطول في الولايات المتحدة. انها تقف 400 قدم (122 م) أقصر من مبنى امباير ستيت.

## معرض صور

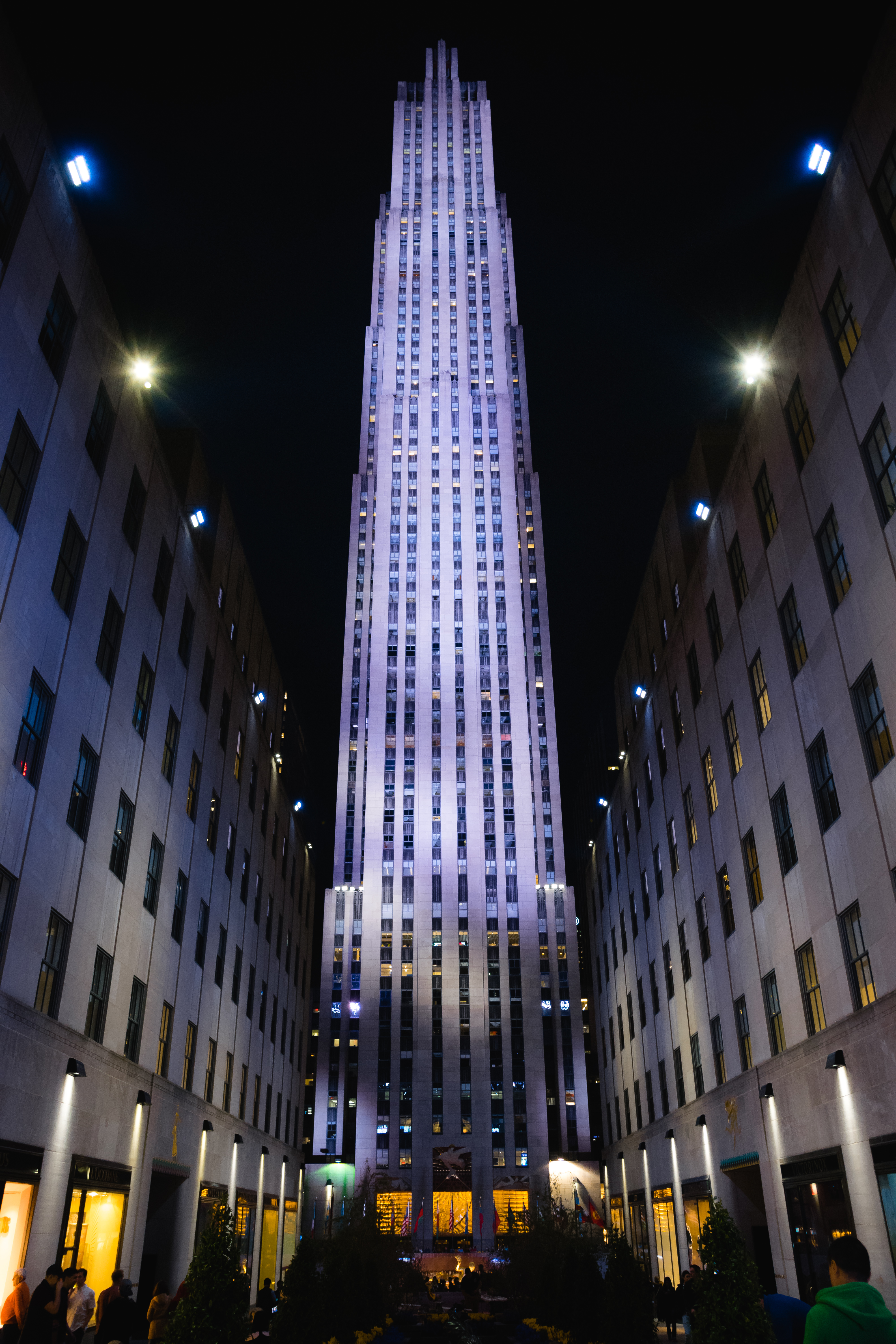
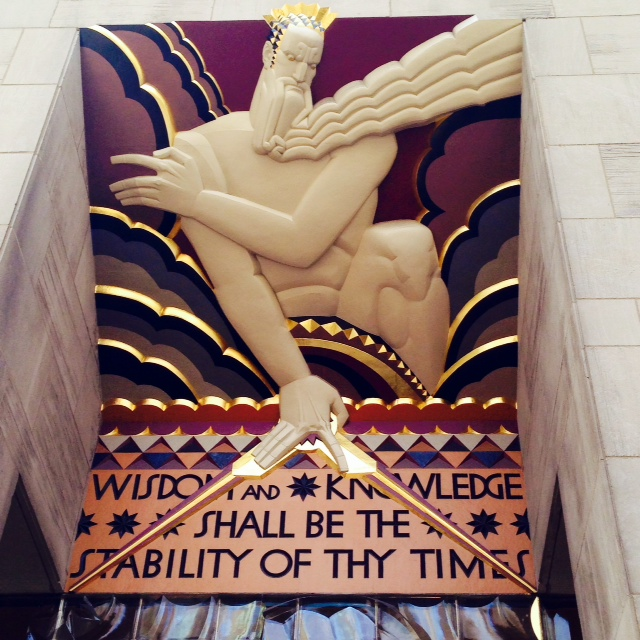
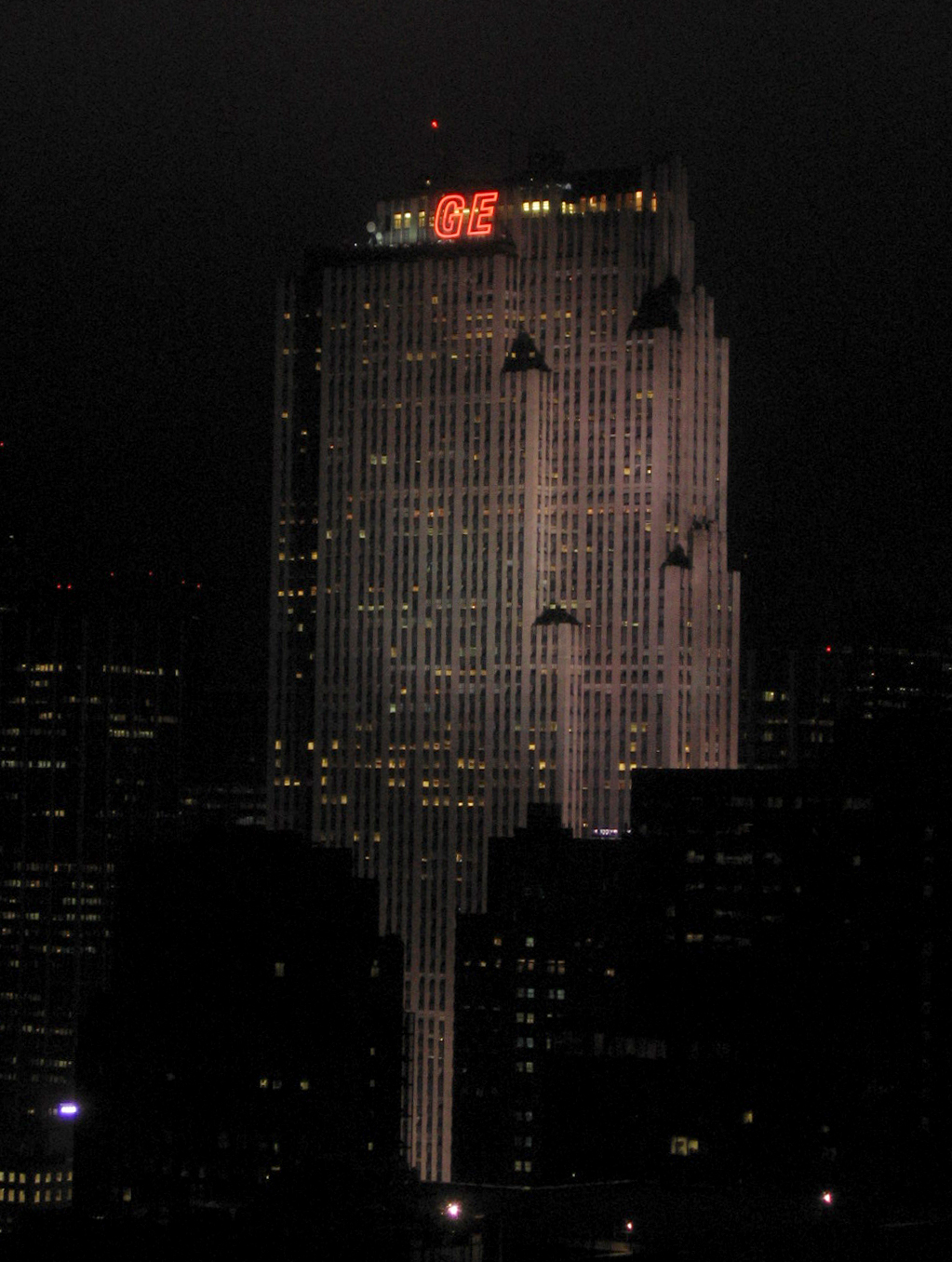
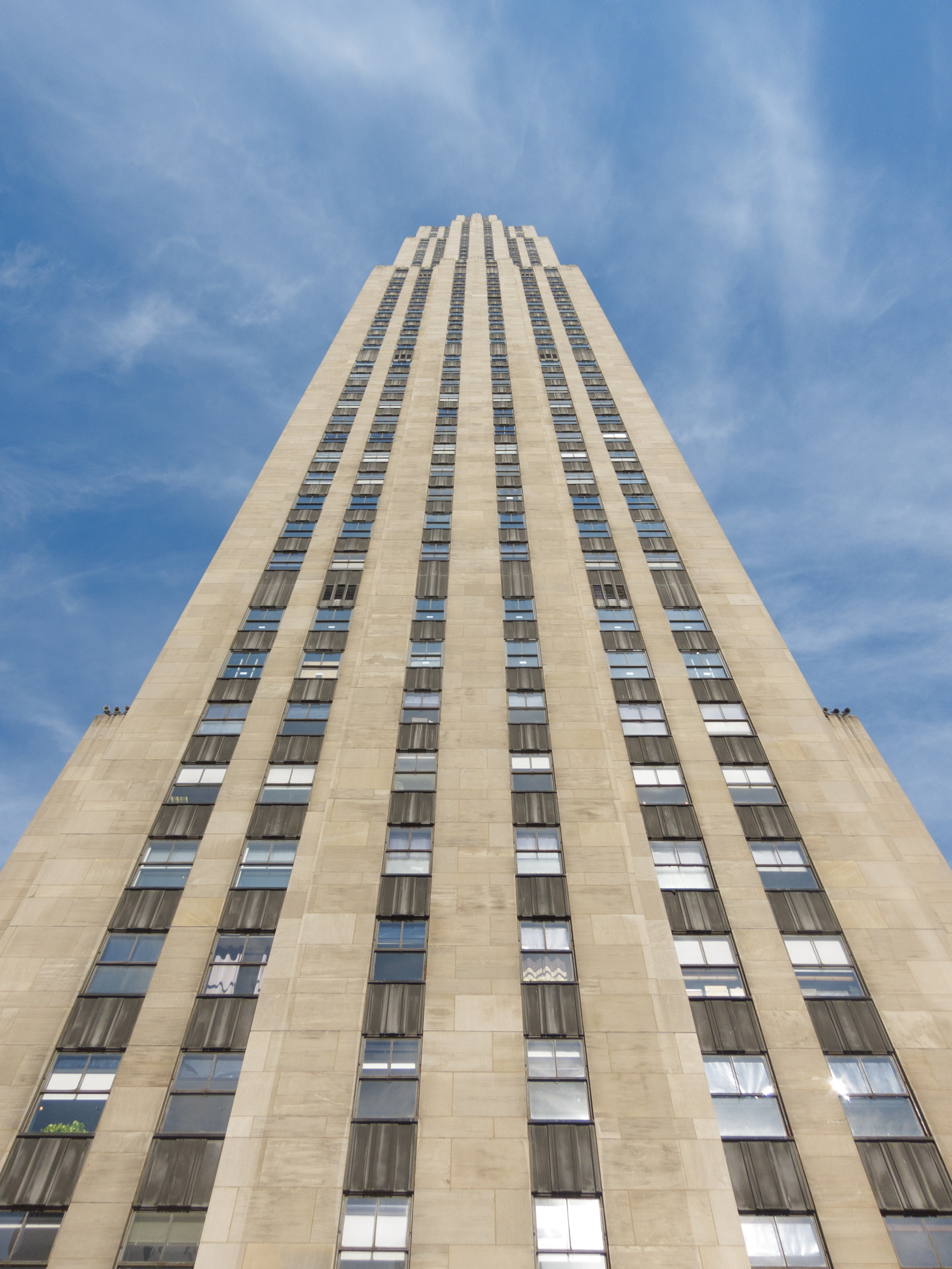